# Le Figurant de la Gaîté
Pour plus de détails, voir Fiche technique et Distribution.
Le Figurant de la Gaîté (titre original : His Tiger Wife ou His Tiger Lady) est un film américain réalisé par Hobart Henley, sorti en 1928.

## Fiche technique
- Titre : Le Figurant de la Gaîté
- Titre original : His Tiger Wife
- Autre titre : His Tiger Lady
- Réalisation : Hobart Henley
- Scénario : Ernest Vajda et Herman J. Mankiewicz d'après la pièce d'Alfred Savoir
- Photographie : Harry Fischbeck
- Montage : Alyson Shaffer
- Société de production : Paramount Pictures
- Pays de production : États-Unis
- Format : Noir et blanc - 1,33:1 - Film muet
- Genre : drame
- Date de sortie : 1928

## Distribution
- Adolphe Menjou : Henri
- Evelyn Brent : The Tiger Lady
- Rose Dione : Madame Duval
- Émile Chautard : le régisseur
- Jules Raucourt : le Marquis